# Total Linhas Aéreas
Total Linhas Aéreas ist eine Ad-hoc-Passagier- und Frachtcharterfluggesellschaft in Brasilien. Das Unternehmen hat ihren Sitz in Belo Horizonte und ihre Basis am Flughafen São Paulo-Guarulhos. Total ist auch ein autorisiertes Werkstattzentrum für ATR-Flugzeuge in Lateinamerika.

## Geschichte
Die Total Aerotáxi Ltd. wurde 1988 als Lufttaxiunternehmen gegründet und war auch im Transport von Post im Dienst von EBCT (Empresa Brasileira de Correios e Telégrafos) tätig. Im Jahre 1994 kaufte die Sulista-Gruppe, eine der größten Speditionen des Landes, das Unternehmen, konzentrierte sich mehr auf Linienflüge und nahm den Betrieb als reguläres Passagierunternehmen mit einer Flotte von sieben Embraer EMB 110 und einer Embraer EMB 120 auf.
Im Jahr 2001 erhielt es zwei Boeing 727-200 für den Frachttransport und das Night Postal Network. Im Jahre 2002 begann das Unternehmen mit dem Linienflug in der nördlichen Region des Landes. Im August 2004 schloss Total Linhas Aéreas in einigen Städten eine Codeshare-Vereinbarung mit TAM ab. Die ATR-42-Flotte war zu dem Zeitpunkt auf acht Flugzeuge angewachsen. Im Mai 2007 wurde der Kauf von zehn neuen ATR-Flugzeugen vereinbart, sechs der Version 42-500 mit einer Kapazität für 50 Passagiere und vier der Version 72-500 mit einer Kapazität für 70 Passagiere. Ende 2007 wurde der Teil des Unternehmens, der Personen beförderte, an Trip Linhas Aéreas verkauft. Anfangs arbeiteten die Unternehmen zusammen, aber nach und nach wurde Total von Trip Linhas Aéreas übernommen, so dass nur die Frachtflugzeuge und einige Petrobras-Passagierflugeuge übrig blieben. Die Marke Total blieb jedoch weiterhin im Fracht- und Charterbereich tätig.

## Flotte
Die Flotte besteht mit Stand Aprkil 2025 aus sechs Flugzeugen mit einem Durchschnittsalter von 27,9 Jahren.
| Flugzeugtyp        | Anzahl | bestellt | Anmerkungen | Sitzplätze | Durchschnittsalter |
| ------------------ | ------ | -------- | ----------- | ---------- | ------------------ |
| ATR 42-500         | 1      |          | inaktiv     | 46         | 24,5 Jahre         |
| Boeing 737-300     |        | 1        |             | - offen -  |                    |
| Boeing 737-400     |        | 1        |             | - offen -  |                    |
| Boeing 737-400(SF) | 5      |          |             | Fracht     | 28,6 Jahre         |
| Embraer ERJ-190    |        | 3        |             | - offen -  |                    |
| Embraer ERJ-195    |        | 3        |             | - offen -  |                    |
| Gesamt             | 6      | 8        |             |            | 27,9 Jahre         |

## Ehemalige Flugzeugtypen
- ATR 42-300
- ATR 72-212
- Beechcraft Model 99[6]
- Boeing 727-200
- Embraer EMB 110
- Embraer EMB 120

## Zwischenfälle
- Am 14. September 2002 stürzte eine ATR 42-300 der Total Linhas Aéreas (Luftfahrzeugkennzeichen PT-MTS) auf einem Frachtflug von São Paulo-Guarulhos nach Londrina infolge eines Kontrollverlustes 38 Kilometer südlich von Paranapanema ab. Die beiden an Bord befindlichen Piloten starben. Ursachen waren eine selbsttätige Aktivierung des Systems zur Nicktrimmung sowie fehlerhafte Reaktionen der Piloten auf dieses Ereignis (siehe auch Total-Linhas-Aéreas-Flug 5561).[7]